# Дейнега, Никифор Иванович
Никифор Иванович Дейнега (30 мая 1907 — 23 октября 2000) — помощник командира взвода 1234-го стрелкового полка (370-я стрелковая дивизия, 69-я армия, 1-й Белорусский фронт), сержант — на момент представления к награждению орденом Славы 1-й степени.

## Биография
Родился 30 мая 1907 года в станице Незамаевская, Ейского отдела,— ныне Павловского района Краснодарского края. Из казачей семьи. Окончил 4 класса, работал грузчиком в Ростове-на-Дону, затем — заведующим магазином в совхозе «Комсомольский» Тугулымского района Свердловской области.
В начале Великой Отечественной войны 9 июля 1941 году вступил добровольцем в Красную армию. Попал в окружение в районе Белоруссии, вышел в район расположения партизанского отряда.Почти два года сражался в партизанском отряде на территории Белоруссии, Псковской и Новгородской областей. Осенью 1943 года, в районе между городами Невель и Великие Луки, отряд с боем перешёл линию фронта и присоединились к советским войскам.
25 августа 1944 года красноармеец Дейнега Никифор Иванович награждён орденом Славы 3-й степени. 29 сентября 1944 года награждён орденом Славы 2-й степени.
5 февраля 1945 года с бойцами преодолел реку Одер северо-восточнее город Лебус в Германии. На левом берегу заменил выбывшего из строя командира взвода. Отразил с подчиненными 3 контратаки, подбил бронемашину и расстрелял её экипаж. Был ранен и направлен в госпиталь.
Указом Президиума Верховного Совета СССР от 24 марта 1945 года за исключительное мужество, отвагу и бесстрашие в боях сержант Дейнега Никифор Иванович награждён орденом Славы 1-й степени. Стал полным кавалером ордена Славы.
Вернулся на Урал. Жил и работал в селе Верховина Тугулымского района Свердловской области, затем в городе Братске Иркутской области. После выхода на пенсию, уехал в Краснодарский край. С 1966 года жил в городе Анапе. Работал охранником во вневедомственной охране (ВОХР). Ушел из жизни 23 октября 2000 года. Похоронен в городе Анапе на городском кладбище.
Награждён орденами Отечественной войны 1-й и 2-й степени, Славы 3 степеней, медалями, в том числе «За отвагу».
Его имя увековечено на аллее славы в Анапе, где установлен ряд пятиконечных звезд с именами Героев Советского союза и Полных кавалеров ордена «Славы», проживавших в городе.

## Награды
- Орден Отечественной войны I степени[2]
- Орден Отечественной войны I степени[3]
- Орден Отечественной войны II степени
- Медаль Жукова[4]
- Медаль За отвагу
- Медаль «В ознаменование 100-летия со дня рождения Владимира Ильича Ленина» (6 апреля 1970[5])
- Медаль «За победу над Германией в Великой Отечественной войне 1941—1945 гг.» (9 мая 1945[6])
- Юбилейная медаль «Двадцать лет Победы в Великой Отечественной войне 1941—1945 гг.» (7 мая 1965[7])
- Юбилейная медаль «Тридцать лет Победы в Великой Отечественной войне 1941—1945 гг.»[8]
- Медаль «Сорок лет Победы в Великой Отечественной войне 1941-1945 гг.»[9]
- Юбилейная медаль «50 лет Победы в Великой Отечественной войне 1941—1945 гг.»[10]
- Медаль «Ветеран Вооружённых Сил СССР»
- Медаль «30 лет Советской Армии и Флота»[11].
- Юбилейная медаль «40 лет Вооружённых Сил СССР»[12]
- Юбилейная медаль «50 лет Вооружённых Сил СССР» (26 декабря 1967[13])
- Юбилейная медаль «60 лет Вооружённых Сил СССР» (28 января 1978[14])
- Юбилейная медаль «70 лет Вооружённых Сил СССР» (28 января 1988[15])
- Знак «Гвардия»
- Знак МО СССР «25 лет Победы в Великой Отечественной войне» (24 апреля 1970[1])